# 埼玉新都市交通2020系電力動車組
埼玉新城市交通2020系電力動車組（日语：／ Saitama shintoshi kōtsū 2020-kei densha */?）是2015年11月4日开始商业运营的埼玉新都市交通的AGT（胶轮路轨系统）的电动列车。

## 系列规格

### 車体
该列车是一辆6卡的双轴列车。
外观设计为具有未来感的设计，与新干线列车的高度一样。车身由2000系列不锈钢改为铝，每辆车的重量减轻超过1吨。
车身的横截面是六边形的。窗户装在车门上，这样乘客就可以看到外面美丽的风景。
这辆列车采用了三菱最新的“T-smover”列车（重量轻，耐用性高，振动小，噪音低，维护方便）。在24编成中，分析了人体的频率负荷并重新设计了转向架。
与2000系类似，乘客信息系统使用LED，安装在车门上方。
21编成的车身是以绿色为基础，是埼玉新城市交通的企业颜色，并用白色和黑色装饰。侧面采用黑色，银色和绿色。22编成采用橙色，23编成采用粉红色，24编成采用黄色。